# Karbonátion
A karbonátion egy negatív töltésű ion, amely a szén-dioxid és a víz reakciója során keletkezhet, illetve megtalálható számos sóban, például a nátrium-karbonátban vagy a kalcium-karbonátban. A karbonátion fontos szerepet játszik a kémiai, biológiai és geológiai folyamatokban.

## Szerkezete
A karbonátion központi szénatomja három oxigénatomhoz kapcsolódik, amelyek egy síkban helyezkednek el, és egyenlő távolságra vannak egymástól. A molekula trigonal-síkháromszög alakú, és a töltése miatt erősen vonzza a pozitív ionokat, például a nátriumot (Na+) vagy a kalciumot (Ca2+).

## Képződése
A karbonátion többféle módon keletkezhet:
- Vízben oldott szén-dioxidból:  CO2+H2O↔H2CO3↔H++HCO3−↔2H++CO32− A folyamat során szénsav (H2CO3) keletkezik, amely protont ad le, így létrejön a karbonátion.
- Karbonátokból: Amikor egy karbonát-sót (például kalcium-karbonátot) savval reagáltatunk, a karbonátion felszabadulhat, majd szén-dioxid formájában távozhat.

## Előfordulása
- Ásványokban: A karbonátion fontos része a karbonátásványoknak, például a mészkőben (CaCO3), dolomitban (CaMg(CO3)2 és más üledékes kőzetekben.
- Vízben: A természetes vizekben, például a tengervízben és a talajvízben karbonátion található, amely a víz pH-értékét is befolyásolja.
- Ipari vegyületekben: A karbonátokat széles körben használják az iparban, például üvegkészítéshez, vízlágyításhoz és tisztítószerek gyártásához.

## Jelentősége
1. Földtani folyamatok: A karbonátion részt vesz a mészkőképződésben és az üledékes kőzetek kialakulásában.
2. Biológiai folyamatok: Számos szervezet, például a kagylók és korallok, karbonátokat használnak vázuk felépítéséhez.
3. Környezetvédelem: A karbonátion fontos szerepet játszik a szén-dioxid természetes körforgásában, segítve a légköri szén-dioxid szabályozását.

## Kémiai tulajdonságok
A karbonátion bázikus tulajdonságú, és képes savakkal semlegesítési reakcióba lépni. Például:
CO32−+2H+→H2O+CO2

## Példák karbonátiont tartalmazó vegyületekre
- Nátrium-karbonát (Na2CO3): Szódabikarbónaként ismert, és számos háztartási és ipari célra használják.
- Kalcium-karbonát (CaCO3): Mészkő és márvány formájában fordul elő, építkezési alapanyagként is hasznosítják.